# 2647 Sova
2647 Sova este un asteroid din centura principală, descoperit pe 29 septembrie 1980 de Zdeňka Vávrová.